# Manjvrednostni kompleks
Manjvrednostni kompleks, je vedenje, ki se kaže s pomanjkanjem samospoštovanja, povečanjem dvoma in negotovosti, ter z občutkom, da se posameznik ne more kosati s standardi družbe. 
1. ↑  Science Daily from http://www.sciencedaily.com/articles/i/inferiority_complex.htm Arhivirano 2013-03-25 na Wayback Machine.